# Сім проповідей мертвим
«Сім про́повідей ме́ртвим» (лат. Septem Sermones ad Mortuos) — збірка з семи містичних (гностичних) текстів, яків 1916 року приватно опублікував К. Г. Юнг. Він не визнав себе автором публікації і приписав її ранньохристиянському гностичному релігійному вчителю Василіду з Александрії.
Сучасні дослідники характеризують «Сім проповідей» як «коротке одкровення „Червоної книги“». Це єдина частина творчого матеріалу з рукописів «Червоної книги», яку Юнг більш-менш публічно поширював за життя.
Сама «Червона книга» побачила світ лише в жовтні 2009 року. Вступ Шамдасані та примітки до тексту «Червоної книги» містять раніше недоступну первинну документацію про цей важливий період життя Юнга.

## Історія
У листопаді 1913 року Юнг розпочав незвичайне дослідження психіки. Він назвав це «конфронтацією з несвідомим». У цей період Юнг навмисно увійшов у образний або «примарний» стан свідомості. Видіння тривали інтенсивно від кінця 1913 до приблизно 1917 року, а потім припинилися приблизно до 1923 року. Юнг ретельно описав цей уявний шлях у шести особистих щоденниках з чорною обкладинкою (називаних «Чорними книгами»); ці зошити містять хронологічне зведення про його видіння і діалоги зі своєю душею.
Починаючи від кінця 1914 року Юнг почав переписувати із «Чорних книг» чернетковий варіант рукопису своєї «Червоної книги» — тому в шкіряній палітурці з ілюстраціями, який він створив, щоб зберегти формальні записи про свою подорож. Юнг неодноразово заявляв, що видіння та образні переживання, занесені до «Червоної книги», містили ядро всіх його пізніших робіт.
За життя Юнг тримав «Червону книгу» в таємниці, дозволяючи читати її лише кільком членам сім'ї та колегам. Єдиною частиною цього матеріалу, який Юнг вирішив випустити обмеженим тиражем, були «Сім проповідей», які він видрукував 1916 року. Протягом усього свого життя Юнг час від часу давав копії цієї невеликої книги друзям та студентам, але вона була доступна лише як подарунок від самого Юнга, який ніколи не пропонував її для публічного продажу чи поширення. Додатком до мемуарів Юнга «Спогади, мрії, роздуми», опублікованих 1962 року, були «Сім проповідей мертвим».
Донедавна залишалося незрозумілим, як саме «Сім проповідей» пов'язані з прихованими матеріалами «Червоної книги». Після смерті Юнга 1961 року його спадкоємцям відмовлено в будь-якому доступі до «Червоної книги». Нарешті, у жовтні 2009 року, майже через 50 років після смерті Юнга, його сім'я випустила «Червону книгу» для публікації у факсимільному виданні під редакцією Сону Шамдасані. Наявність цієї роботи показала, що «Сім проповідей мертвим» фактично становлять заключні сторінки чернеток «Червоної книги»; версія, переписана для «Червоної книги», лише трохи відрізняється від тексту, опублікованого 1916 року, проте після кожної проповіді в «Червону книгу» включено додаткову посилювальну проповідь Філімона (духовний наставник Юнга).
Коментар до роботи написав Стефан Геллер. Коли він поцікавився в редактора «Червоної книги» Сону Шамдасані про співвідношення двох книг, Шамдасані сказав, що «Сім проповідей» — це як острів, а «Червона книга» — як великий континент.